# Ctenichneumon holomelas
Ctenichneumon holomelas là một loài tò vò trong họ Ichneumonidae.